# Malbas BBK
El Malbas Oresund es un equipo de baloncesto sueco que compite en la Basketligan, la primera división del país. Tiene su sede en la ciudad de Malmö. Disputa sus partidos en el Heleneholms sporthall.

## Resultados en la Liga sueca
| Temporada | División | Liga        | Posición | Play-Offs        | Competición Europea |
| --------- | -------- | ----------- | -------- | ---------------- | ------------------- |
| 2010–11   | 2        | BasketEttan | 3        | Cuartos de final | -                   |
| 2011–12   | 2        | BasketEttan | 1        | Semifinales      | -                   |
| 2012–13   | 2        | BasketEttan | 4        | -                | -                   |
| 2013–14   | 2        | BasketEttan | 1        | -                | -                   |
| 2014–15   | 2        | BasketEttan | 1        | Subcampeones     | -                   |

## Palmarés
- BasketEttan
  - Subcampeón (1): 2015

## Jugadores destacados
| - John Fitzgerald - Korab Ferizi - Hekuran Pireva - Gazmend Sinani - Tadas Kvedaravičius - Sebastian Kobiela - Daniel Motyka - Christoffer Almstrand - Hannes Erhardt - Fredrik Larsson - Daniele Marabissi - Stefan Nguyen - Alexander Nilsson | - Jonathan Peleg - Niklas Sellin - Tanju Yulman - Dwight Bankhead - Bobby Collins - Jeff Holloway - Tim Lyle - Darnell McCulloch - Austin McKellar - Jerry Moton - Gene Nabors - Leo Kostic - Amir Risovic | - Valter Pahovic - Costa Baltatzis - Dimitris Merachsakis - Marko Marinkovic - Sinisa Prtic - Peda Selimovic - Titi Spasojevic - Nino Zurovac - Boroth Thach - Serdar Akyuz - Kari Hannula |